# Бенешти (Сибињ)
Бенешти (рум. Benești) насеље је у Румунији у округу Сибињ у општини Алцина. Oпштина се налази на надморској висини од 446 m.

## Становништво
Према подацима из 2002. године у насељу је живело 270 становника.

### Попис2002.
| Расподела становништва по националности 2002.‍ | Расподела становништва по националности 2002.‍ | Расподела становништва по националности 2002.‍ | Расподела становништва по националности 2002.‍ | Расподела становништва по националности 2002.‍ |
| --------------------------------------------- | --------------------------------------------- | --------------------------------------------- | --------------------------------------------- | --------------------------------------------- |
|                                               |                                               |                                               |                                               |                                               |
| Румуни                                        | Румуни                                        |                                               | 198                                           | 73,3%                                         |
| Роми                                          | Роми                                          |                                               | 72                                            | 26,7%                                         |